# Chémery-les-Deux
Pour les articles homonymes, voir Chémery (homonymie).
Chémery-les-Deux est une commune française située dans le département de la Moselle et le bassin de vie de la Moselle-est, en région Grand Est.

## Géographie
Chémery-les-deux se situe dans le Nord-Est de la France, en Moselle.

### Écarts et lieux-dits
- Hobling
- Klop
- la ferme de Ingling
- la ferme de Vintring

### Hydrographie
La commune est située dans le bassin versant du Rhin au sein du bassin Rhin-Meuse. Elle est drainée par le ruisseau l'Anzelingerbach et le ruisseau de Dalstein.
Le ruisseau l'Anzelingerbach, d'une longueur totale de 14,8 km, prend sa source dans la commune de Monneren et se jette  dans la Nied à Anzeling, face à la commune de Holling, après avoir traversé six communes.

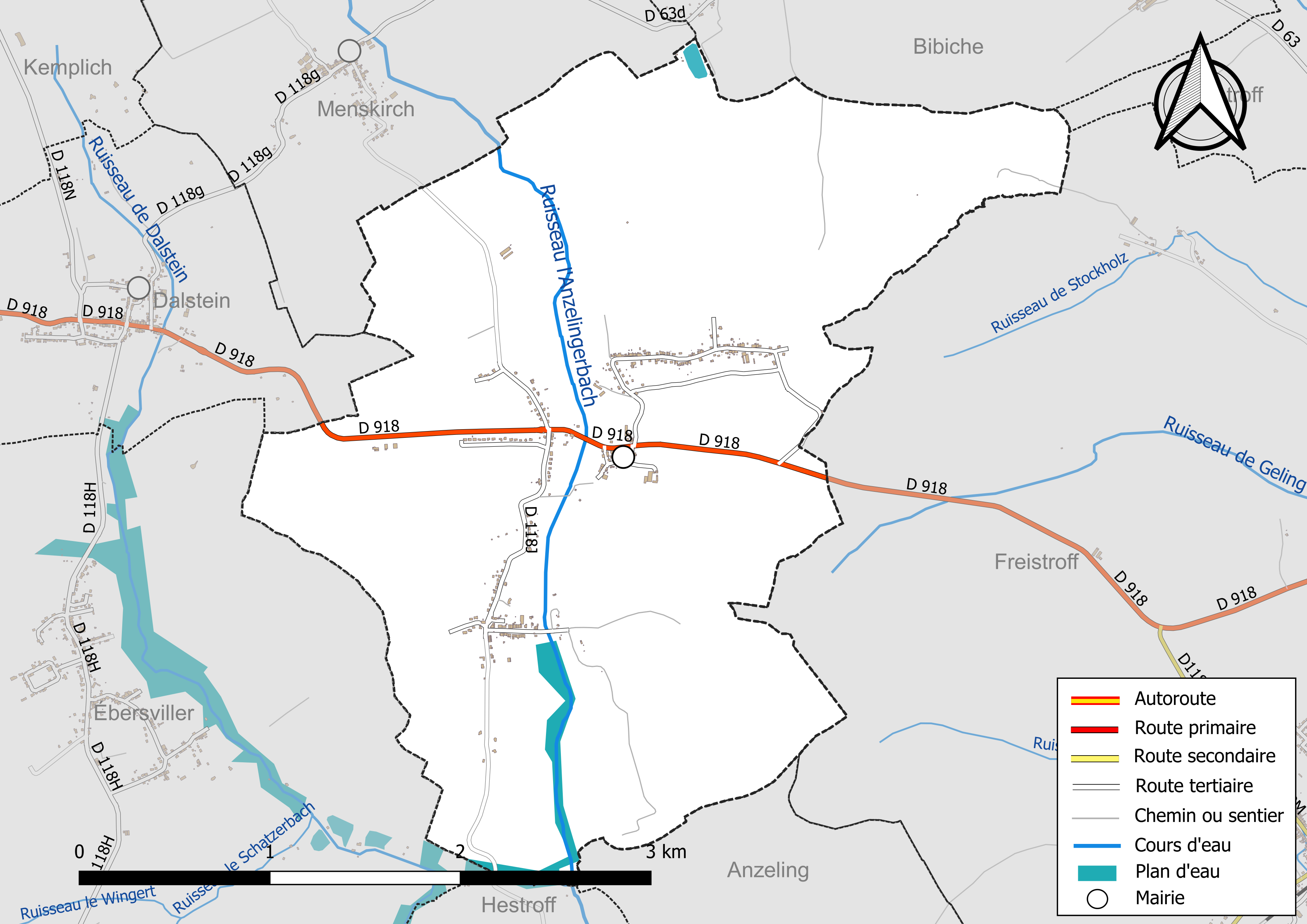
Réseaux hydrographique et routier de Chémery-les-Deux.

La qualité des eaux des principaux cours d’eau de la commune, notamment du ruisseau l'Anzelingerbach, peut être consultée sur un site spécial géré par les agences de l’eau et l’Agence française pour la biodiversité.

### Climat
Pour des articles plus généraux, voir Climat du Grand Est et Climat de la Moselle.
En 2010, le climat de la commune est de type climat des marges montargnardes, selon une étude du Centre national de la recherche scientifique s'appuyant sur une série de données couvrant la période 1971-2000. En 2020, Météo-France publie une typologie des climats de la France métropolitaine dans laquelle la commune est exposée à un climat semi-continental et est dans la région climatique  Lorraine, plateau de Langres, Morvan, caractérisée par un hiver rude (1,5 °C), des vents modérés et des brouillards fréquents en automne et hiver. 
Pour la période 1971-2000, la température annuelle moyenne est de 9,5 °C, avec une amplitude thermique annuelle de 16,7 °C. Le cumul annuel moyen de précipitations est de 807 mm, avec 12,2 jours de précipitations en janvier et 9,6 jours en juillet. Pour la période 1991-2020, la température moyenne annuelle observée sur la station météorologique de Météo-France la plus proche, « Malancourt », sur la commune d'Amnéville à 22 km à vol d'oiseau, est de 10,2 °C et le cumul annuel moyen de précipitations est de 884,1 mm. 
La température maximale relevée sur cette station est de 39,3 °C, atteinte le 25 juillet 2019 ; la température minimale est de −17,9 °C, atteinte le 5 janvier 1985,,. 
Les paramètres climatiques de la commune ont été estimés pour le milieu du siècle (2041-2070) selon différents scénarios d'émission de gaz à effet de serre à partir des nouvelles projections climatiques de référence DRIAS-2020. Ils sont consultables sur un site dédié publié par Météo-France en novembre 2022.

## Urbanisme

### Typologie
Au 1er janvier 2024, Chémery-les-Deux est catégorisée commune rurale à habitat dispersé, selon la nouvelle grille communale de densité à sept niveaux définie par l'Insee en 2022.
Elle est située hors unité urbaine et hors attraction des villes,.

### Occupation des sols
L'occupation des sols de la commune, telle qu'elle ressort de la base de données européenne d’occupation biophysique des sols Corine Land Cover (CLC), est marquée par l'importance des territoires agricoles (75,3 % en 2018), en diminution par rapport à 1990 (83,8 %). La répartition détaillée en 2018 est la suivante : 
terres arables (39 %), prairies (36,4 %), forêts (13,2 %), zones urbanisées (6,9 %), milieux à végétation arbustive et/ou herbacée (4,4 %), zones humides intérieures (0,1 %). L'évolution de l’occupation des sols de la commune et de ses infrastructures peut être observée sur les différentes représentations cartographiques du territoire : la carte de Cassini (XVIIIe siècle), la carte d'état-major (1820-1866) et les cartes ou photos aériennes de l'IGN pour la période actuelle (1950 à aujourd'hui).

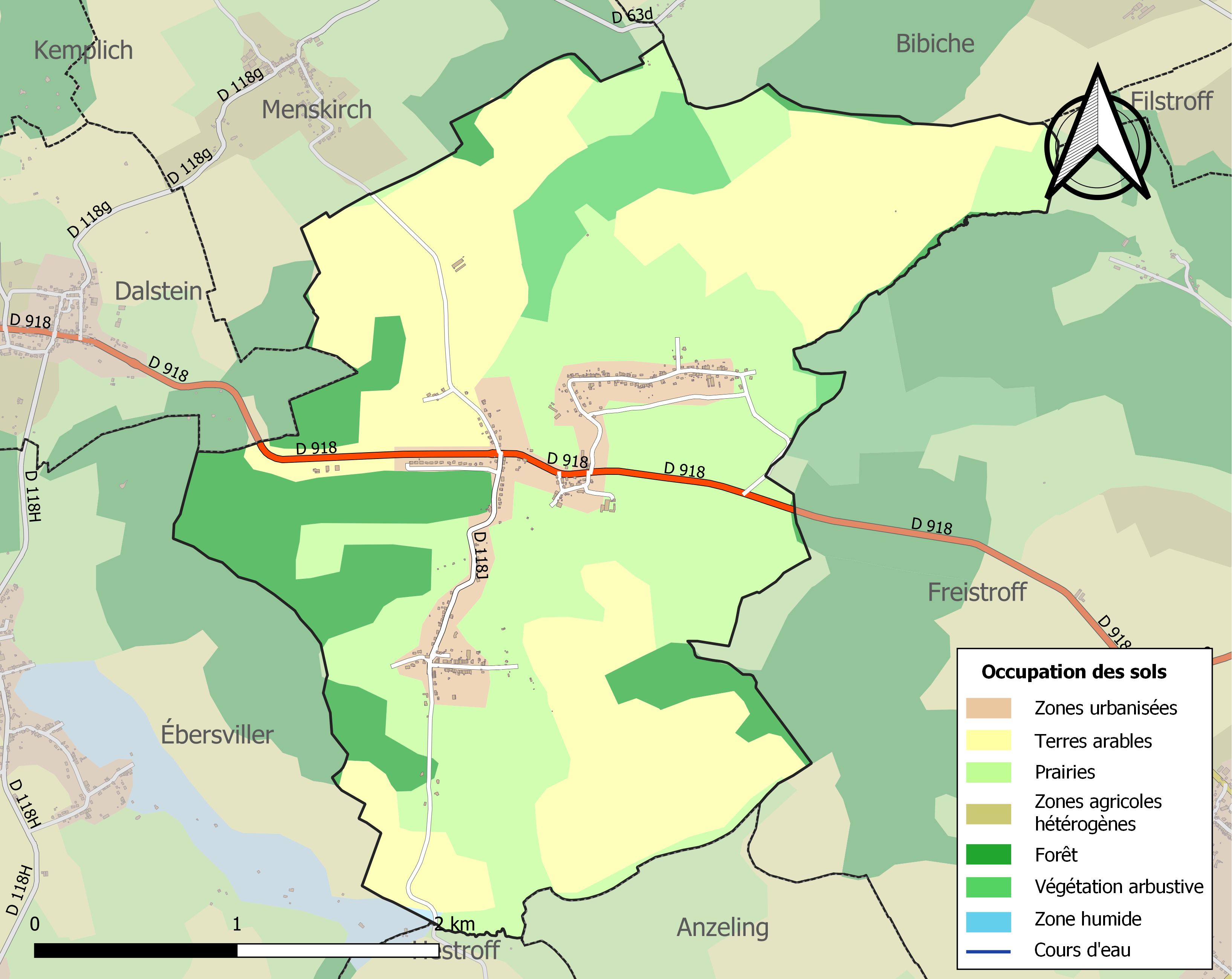
Carte des infrastructures et de l'occupation des sols de la commune en 2018 (CLC).

## Toponymie
- Chémery-les-Deux : Soneberich (1130), Schomberg (1239), Schoumberg (1334), Schouenberg (1338), Schoenberg (1550), Chombourg (1571), Schenberg (1579), Clsmey alias Schomberg (1594), Schomberg et Neuschomberg (1669)[14], Chémery les Deux (1793)[15]. 
  - En allemand Schemberg (Alt et Neu)[14], Schemmerich ou Schemerich (1871-1918), Schomberg (1940-44). En francique lorrain Scheemrech, Grouss-Scheemrech et Schemerich.
- Hobling : Hobeldinga (1179)[16], Hoveldinga (1338), Oblingen (XVIe siècle), Hoblingen (1594), Habelding (1756)[14], Hobling (1793)[15]. Hoobléngen en francique lorrain.
- Ingling : Eingringes (1130), Dinglingen et Inglingen (1594), Englingen (1616), Engling (XVIIIe siècle)[14].

## Histoire
À l'origine fief des Ducs de Lorraine, Chémery dépendait pour partie de la prévôté de Sierck et de la Cour de Perl.
Y sont dotées en 1130 l'abbaye de Freistroff et en 1604 l'abbaye de Bouzonville, sans oublier l'omniprésence de l'abbaye de Villers-Bettnach.
Au XVIe siècle, l'abbé de Freistroff, Didier de Colligny, fonde un nouveau village situé le long de la route menant de Bouzonville à Thionville.
La coexistence des deux villages posera quelques problèmes et nécessitera un traité en 1579.
S'appelant Soneberich en 1130. Territoire de l'abbaye cistercienne de Villers-Bettnach. Chémery-la-Vieille est citée au 13e ; Chémery-la-Neuve fondée en 1570. Un ancien château avec pont-levis servait de presbytère au 18e. 
C'est Didier de Colligny qui fonda Chémery-la-Neuve qu’il peupla surtout de colons d’origine ardennaise et qui sera dénommée alternativement Chémery la Romane ou Welschschonberg puis Grand Chémery.
Chémery-la-Vieille était chef-lieu d'une paroisse de l'archiprêtré de Kédange, à laquelle appartenait comme annexe Chémery-la-Neuve, Ces deux villages ne formaient qu'une communauté, dont Chémery-la-Vieille était le chef-lieu.
La commune de Hobling appartient à Chémery-les-Deux. Elle n'a jamais été paroisse mais était autonome jusqu'en 1810. On pourra noter au passage que Hobling a vu aussi la construction sur son ban du petit ouvrage A23 de la ligne Maginot qui était composé de quatre blocs occupés par 120 hommes sous les ordres du Capitaine Boileau ainsi que les casemates du Huberbusch C58 et C59 occupées par une trentaine d'hommes sous les ordres de l'adjudant-chef Nollevalle. Le site du Huberbusch est désormais préservé par une association.
Brisebach, ancienne ferme ou localité disparue était encore mentionné au XVIe siècle. Ingling dépendait de la landschultesserie de Sierck et de la paroisse de Menskirchen. Vintring Faisait partie de la communauté d'Edling. Au début du XIXe siècle, Chémery a pour annexe Hobling et possède les fermes d’Ingling et de Vintring, cette dernière est encore citée en 1824. La ferme Klop fut édifiée au milieu du XIXe siècle.

## Politique et administration
| Période                                  | Période   | Identité       | Étiquette | Qualité |
| ---------------------------------------- | --------- | -------------- | --------- | ------- |
| Les données manquantes sont à compléter. |           |                |           |         |
| mars 1983                                | mars 2008 | Joseph Commard |           |         |
| mars 2008                                | En cours  | Maurice Ochem  |           |         |

## Démographie
L'évolution du nombre d'habitants est connue à travers les recensements de la population effectués dans la commune depuis 1800. Pour les communes de moins de 10 000 habitants, une enquête de recensement portant sur toute la population est réalisée tous les cinq ans, les populations de référence des années intermédiaires étant quant à elles estimées par interpolation ou extrapolation. Pour la commune, le premier recensement exhaustif entrant dans le cadre du nouveau dispositif a été réalisé en 2005.

En 2022, la commune comptait 592 habitants, en évolution de +6,28 % par rapport à 2016 (Moselle : +0,52 %, France hors Mayotte : +2,11 %).
| 1800 | 1806 | 1821 | 1836 | 1841 | 1861 | 1866 | 1871 | 1875 |
| ---- | ---- | ---- | ---- | ---- | ---- | ---- | ---- | ---- |
| 338  | 408  | 648  | 771  | 759  | 606  | 619  | 602  | 622  |

| 1880 | 1885 | 1890 | 1895 | 1900 | 1905 | 1910 | 1921 | 1926 |
| ---- | ---- | ---- | ---- | ---- | ---- | ---- | ---- | ---- |
| 536  | 525  | 501  | 794  | 421  | 417  | 484  | 419  | 395  |

| 1931 | 1936 | 1946 | 1954 | 1962 | 1968 | 1975 | 1982 | 1990 |
| ---- | ---- | ---- | ---- | ---- | ---- | ---- | ---- | ---- |
| 475  | 353  | 306  | 300  | 326  | 310  | 317  | 405  | 395  |

| 1999 | 2005 | 2006 | 2010 | 2015 | 2020 | 2022 | - | - |
| ---- | ---- | ---- | ---- | ---- | ---- | ---- | - | - |
| 381  | 417  | 421  | 473  | 546  | 573  | 592  | - | - |

## Culture locale et patrimoine

### Lieux et monuments

#### Édifices civils
- Ancien château avec pont-levis qui servait de presbytère au XVIIIe siècle.
- Ouvrage de Hobling et les casemates du Huberbusch (ligne Maginot).

#### Édifices religieux

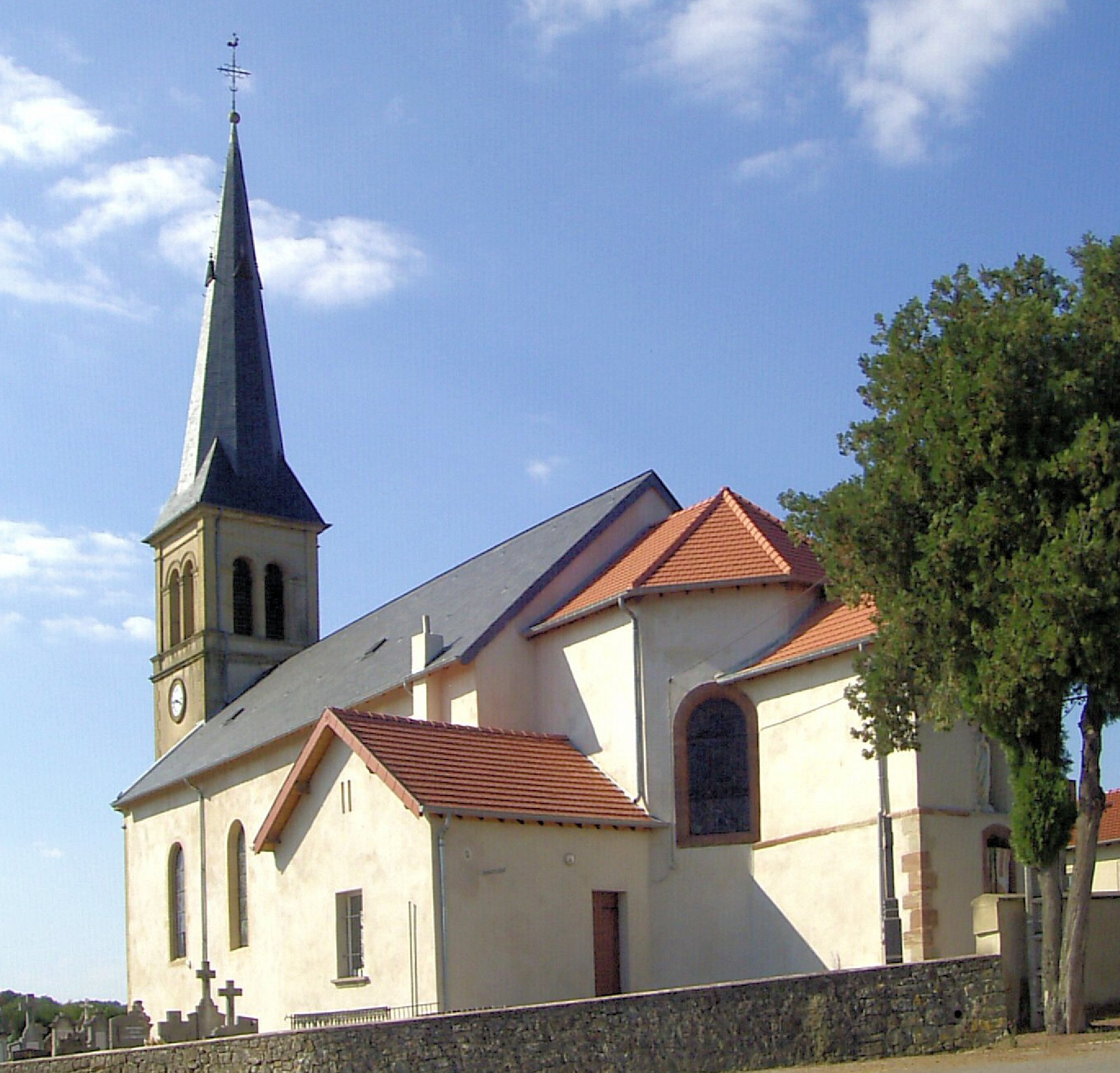
L'église Saint-Martin.

- Église Saint-Martin 1751 : haut clocher à Petit Chémery.

#### Forêts
La commune possède une forêt d'une surface de 130 hectares. Elle est essentiellement constituée de Chênes, Hêtres et Charmes.

### Personnalités liées à la commune
- Pierre Richard (1802-1879) Artiste précurseur de l'art brut a habité la commune de 1850 à 1870[21].

### Héraldique
| Blason de Chémery-les-Deux | Blason  | D'argent au mont de trois coupeaux de gueules, chapé d'azur. |
| Blason de Chémery-les-Deux | Détails | Le statut officiel du blason reste à déterminer.             |

## Pour approfondir